# Ca la Paula (la Cellera de Ter)
Ca la Paula és una casa de la Cellera de Ter (Selva) inclosa a l'Inventari del Patrimoni Arquitectònic de Catalunya.

## Descripció
És un immoble que consta de planta baixa i dos pisos superiors, situat entre mitgeres. L'edifici està cobert amb una teulada a dues aigües de vessants a façana i amb un ràfec pronunciat, constituït per una filera de rajola plana, sostentat per una sèrie de mènsoles de pedra de tall vegetal, les quals estan bastant deteriorades. Està ubicat al costat dret del carrer Joaquim Codina.
Els tres pisos han estat resolts partint del mateix plantejament formal, que consisteix en la disposició de tres obertures rectangulars per pis, coronades en la part superior per guardapols o trencaaigües.
Ara bé, es diferencien en una sèrie de trets, especialment per la mida i per la funció. Així en la planta baixa l'obertura central actua com a portal i es troba flanquejada per dues finestres, una per banda respectivament, cobertes amb una estructura de ferro forjat. En el primer pis o planta noble, les tres obertures són de mida major i han estat projectades en format de tres balconades independents, de les quals prima la central, i amb les seves respectives baranes de ferro forjat. Finalment, en el segon pis trobem tres finestres minúscules en comparació a les balconades de grans dimensions del pis anterior.

## Història
Ca la Paula va ser la primera casa, junt amb Can Clascà, en edificar-se entorn de la carretera nova construïda aproximadament en el 1859.